# Scarampi
Scarampi (Ëscramp in piemontese) è un'importante famiglia piemontese di orientamento ghibellino.
 Furono inizialmente banchieri nelle Casane astigiane a Genova e poi in Francia e in Belgio. Nel 1337, Antonio Scarampi, in cambio di 115.000 fiorini, diventò feudatario di Bubbio, Monastero Bormida, Roccaverano, Cortemilia, Perletto, Pruney, Cairo, Altare ed altri luoghi delle Langhe. Oddone, Giacomo e Giovannone, tre dei cinque figli di Antonio, originarono proprie stirpi. Tra queste, ancora presenti oggi sono le casate degli Scarampi del Cairo, Scarampi di Villanova e Scarampi di Pruney. Data la provenienza aleramica si tratta di una famiglia di ascendenze imperiali (Sacro Romano Impero).

## Personaggi illustri

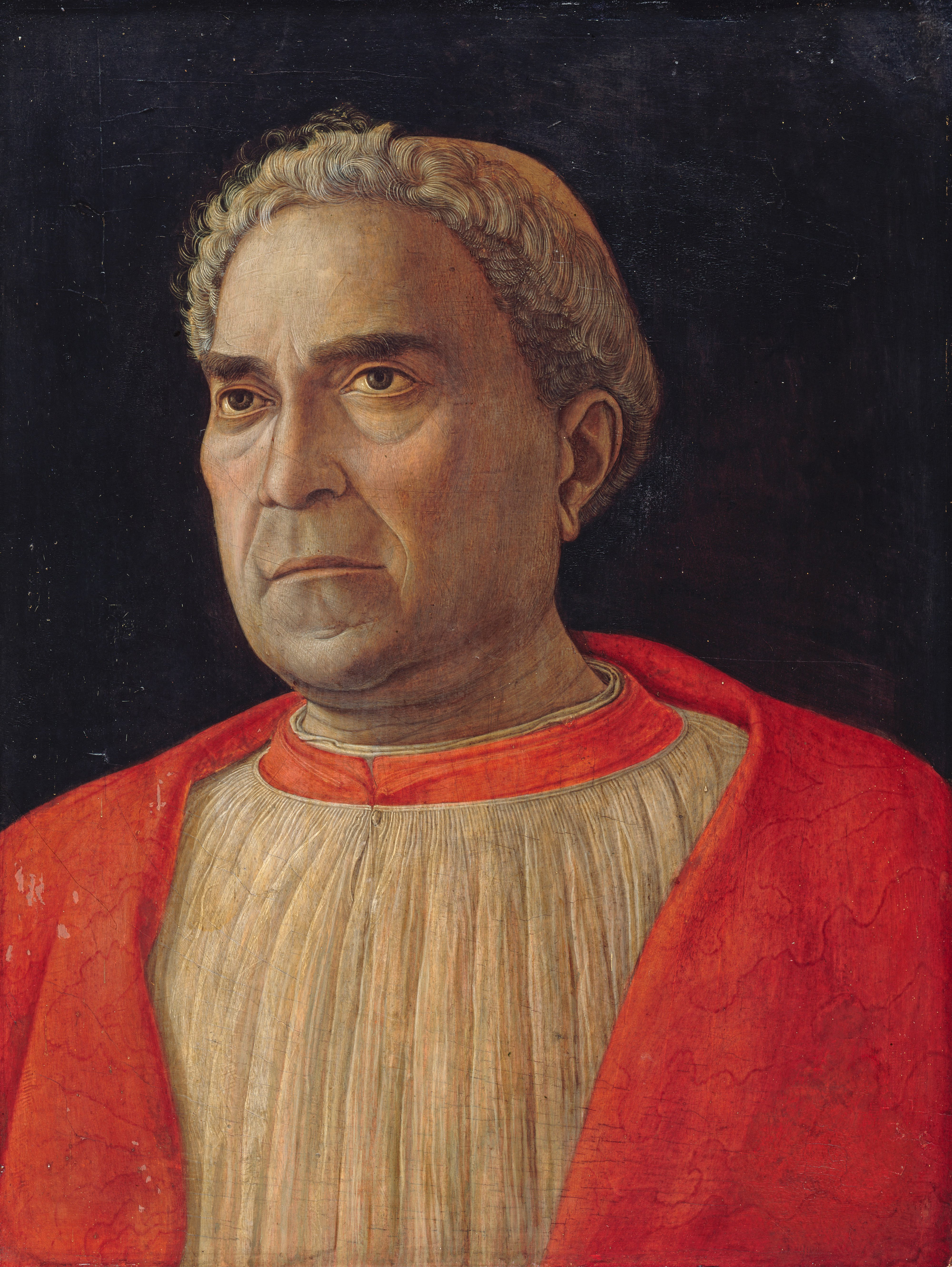
Ritratto di Andrea Mantegna del Cardinale Ludovico Scarampi.

Molti personaggi storici hanno questo nome, fra cui:
- Guglielmo Scarampi, podestà di Genova nel 1264.
- Rolando Scarampi, patriarca di Costantinopoli e vescovo di Reggio Emilia nel 1336-1337
- Enrico Scarampi, vescovo di Feltre e Belluno, partecipò al Concilio di Costanza nel 1417
- Antonio Scarampi  (1516 – 1576) vescovo  di Nola nel 1549 e di Lodi 1569, partecipò al Concilio di Trento.
- Francesco Scarampi di Moncucco e Monale, sindaco di Torino nel 1725
- Lazzaro Scarampi, vescovo di Como nel 1461-1466
- Ludovico Scarampi Mezzarota (1401-1465), medico, condottiero e cardinale
- Camilla Scarampi (1470/1475-dopo 1523), poetessa[2]
- Girolamo Scarampi, vescovo di Campagna nel 1571-1584
- Giuseppe Maria Scarampi, vescovo di Vigevano dal 1757 al 1801
- Luigi Scarampi del Cairo, sindaco di Torino nel 1783
- Pierfrancesco Scarampi, sacerdote oratoriano del XVII secolo, nunzio apostolico in Irlanda prima di Giovanni Battista Rinuccini.
- Ottavio Maria Scarampi del Cairo (1672-1728), comandante del vascello del Gran Mastro dell Ordine di Malta e capitano della marina di Vittorio Amedeo II[3]
- Galeazzo Scarampi del Cairo (1878-1939), ufficiale dell'Ordine militare d'Italia[4] e generale di divisione del Regio Esercito[5]

## Geografia
Il nome Scarampi è stato anche aggiunto a quello di alcune località, anticamente feudi della famiglia:
- Montaldo Scarampi
- San Giorgio Scarampi

Il casato degli Scarampi è associato anche a vari castelli nelle zone delle Langhe e del Monferrato. Notevoli di menzioni sono i castelli di Monforte d'Alba e di Camino.

## Storia
Nel 1337, Antonio Scarampi, in cambio di 115.000 fiorini, diventò feudatario di Bubbio, Monastero Bormida, Roccaverano, Cortemilia, Perletto, Pruney, Cairo, Altare ed altri luoghi delle Langhe.
Successivamente, il marchese di Saluzzo vendette i suoi feudi valbormidesi ai fratelli Giacomo, Matteo, Giovannone e Tomeo Scarampi; nel corso dei secoli i numerosi rami della famiglia si divisero e frazionarono i propri possedimenti. La dispersione dei possedimenti degli Scarampi del Cairo portò a una situazione di dipendenza feudale divisa tra il ducato di Savoia, il ducato di Mantova e l’Impero: nel 1666 il conte Carlo Alessandro Scarampi, padre di Ottavio, ricevette il rinnovo dell’investitura delle «sue porzioni del Cairo” » dal duca Ferdinando Carlo di Mantova e da Carlo II di Spagna il rinnovo di quelle di Vinadio, mentre nel 1668 il duca Carlo Emanuele II di Savoia gli concesse l’investitura dell’«ottava parte del 32° di Montalto» oltre ad una pensione di 200 lire per aver ceduto al duca la «4ª parte di un 8° del luogo di Roccaverano».
Alla metà del XV secolo, aderirono anche gli Scarampi alla lega dei del Carretto. Gli Scarampi infatti, dopo l'acquisto, nel 1337, di Cairo e Cortemilia da Manfredo IV di Saluzzo (il quale, a sua volta, le aveva comprate quindici anni prima da Oddone e Manfredino del Carretto di Cairo), erano stati a lungo in contrasto con i marchesi di Savona, contro i quali, ancora agli inizi del Quattrocento, avevano ingaggiato una vera e propria guerra. Attraverso la "Lega", Carrettini e Scarampi poterono mantenere un saldo controllo del territorio delle Langhe che, al di là delle non infrequenti contese tra loro, si mantenne praticamente assoluto fino al XVI secolo. A tale risultato contribuì non poco la capacità di mantenere nelle loro mani anche l'amministrazione di quelle istituzioni ecclesiastiche che erano localmente in possesso di beni e di diritti patrimoniali e giurisdizionali. Non soltanto chiese, monasteri e altri enti, spesso di antica fondazione marchionale, sui quali esercitavano il giuspatronato o ne avevano, per consolidata tradizione, la piena disponibilità, ma anche delle stesse diocesi di Alba e di Acqui

### Relazioni con la Chiesa
La famiglia Scarampi ha sempre mantenuto rapporti stretti con la chiesa cattolica. Molti membri di questa famiglia hanno assunto posizioni di potere al servizio della Santa Sede, tra cui: Rolando Scarampi, patriarca di Costantinopoli, Enrico Scarampi, beato e vescovo di Feltre e Belluno, Ludovico Scarampi, cardinal carmerlengo per quattro papi.

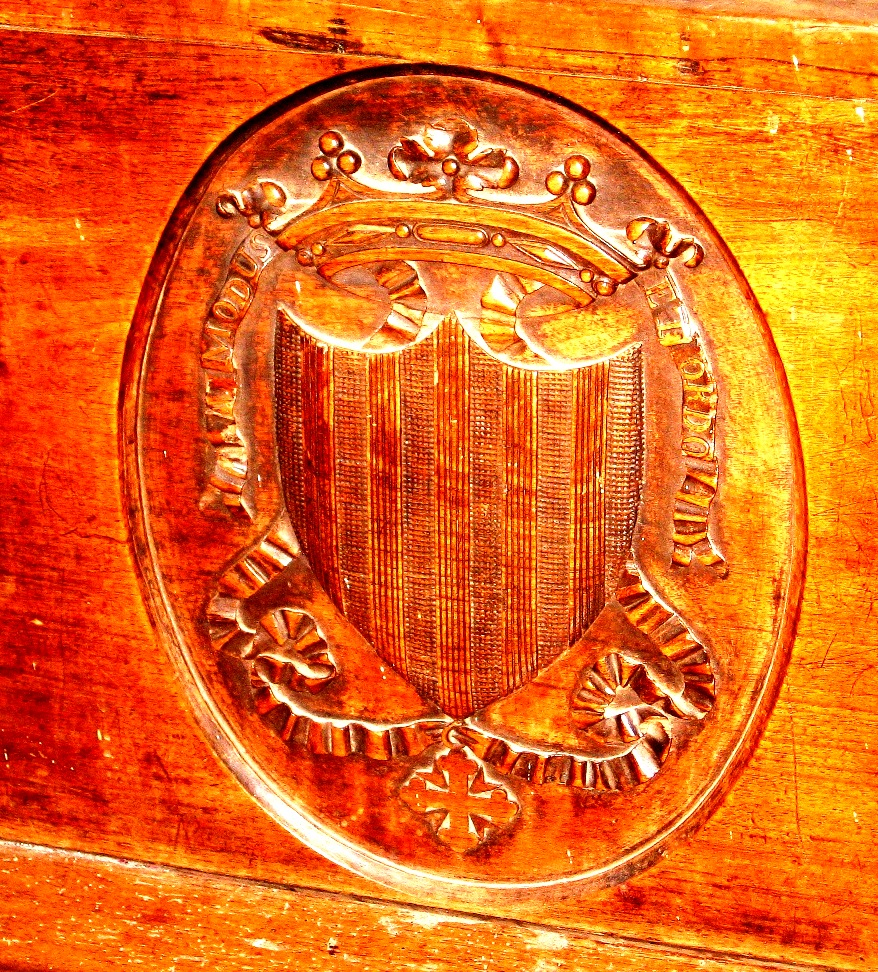
Lo stemma degli Scarampi, Cinque pali di rosso al campo d'oro, col motto "Modus et Ordo" - su una panca da chiesa lignea di Cortemilia -casa privata -, pres.te del XVII secolo

Molti cavalieri di Malta si annoverano tra i membri di questa famiglia: Ludovico, commendatore di Ottovilla nel 1418, Bonifacio, commendatore di Savona nel 1461, Ottavio Maria Emanuele Scarampi del Cairo, capitano dei vascelli dell'Ordine di Malta nel 1700.

### Araldica
Il casato degli Scarampi si fregia di uno stemma con, in campo d'oro, cinque pali rossi in banda verticale. Alla base dello stemma si trova il motto 'Modus et Ordo' (Misura e Ordine). I discendenti di Antonio usano già alla metà del '300 uno stemma semplificato cinto da rami di quercia, con in campo quattro pali d'oro in banda verticale su fondo rosso con sopra lo scudo una corona marchionale.